# Grip (raaf)

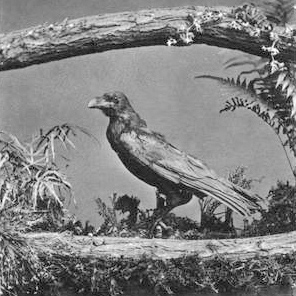
De opgezette raaf Grip in 1870

Grip (ca. 1839 – 12 maart 1841) was de sprekende raaf van de Engelse schrijver Charles Dickens. In zijn roman Barnaby Rudge (1841) voerde hij het slimme dier op als de gezelschapsraaf van de dorpsgek Barnaby. Het inspireerde Edgar Allan Poe tot zijn gedicht The Raven (1845), waarin de literaire mogelijkheden van een ravenpersonage nog verder worden verkend. Dickens liet de vogel na zijn dood opzetten en in die toestand wordt hij bewaard door de Parkway Central Library van Philadelphia. 

## Geschiedenis
Van 1840 tot 1845 hield Dickens verschillende raven in zijn Londense huis te 1 Devonshire Terrace, Marylebone. Ze vlogen rond in huis en speelden met de kinderen en huisdieren. De eerste van deze huisraven noemde hij Grip. Het was een vrouwelijke raaf geschonken door Frederick Ash. Omdat Grip pikte in de enkels van de kinderen, verbande Dickens' vrouw Catherine haar naar het koetshuis. 
Maar Dickens bleef gefascineerd door zijn vogel en bestudeerde haar voor zijn boek Barnaby Rudge. Hij drong er ook op aan dat de illustrator Phiz haar kwam tekenen. In februari 1841 werd Grip ziek. De familie vreesde dat ze was vergiftigd, doch schreef het uiteindelijk toe aan het drinken van loodverf. Dickens riep er dokter Herring bij, die castorolie toediende, maar het mocht niet baten. De vogel stierf op 12 maart. Die dag schreef Dickens een humoristisch-plechtige brief over het verlies aan zijn vriend, de Ierse schilder Daniel Maclise. Grips laatste woorden zouden haar favoriete uitspraak Halloa, old girl! zijn geweest.
Gehinderd omdat zijn boek nog niet af was, besloot Dickens een nieuwe raaf te kopen. De vogel kreeg opnieuw de naam Grip, maar kon de schoenen van zijn voorganger niet vullen. Al snel kwam er een derde Grip in huis. De eerste Grip werd zorgvuldig opgezet en bleef ten huize Dickens op de schouw staan tot zijn dood in 1870. Toen werd de vogel geveild voor de forse som van 126 pond.
Ondertussen had Grips literaire nalatenschap zich al verspreid. Poe had Barnaby Rudge positief gerecenseerd en toonde zich vooral geïnteresseerd in het personage van de raaf. Hij dacht dat Grip een nog grotere rol verdiende door bijvoorbeeld een dramatische profetie te doen. Het idee liet hem niet los en leidde tot het gedicht The Raven, dat op zijn beurt tal van artiesten naar de raaf bracht.

## Voetnoten
1. ↑  Valerie Lester, Phiz. The Man Who Drew Dickens 2011, p. 112. Gearchiveerd op 19 juli 2023.
2. ↑  Charles Dickens, Letters, vol. II, eds. Madeline House en Graham Storey, 1969, p. 230-232
3. ↑  Kristof Smeyers, Raaf, 2022, p. 74